# 能登国分寺
能登国分寺（のとこくぶんじ）は、かつて能登国（石川県七尾市）に存在した仏教寺院。

## 概要

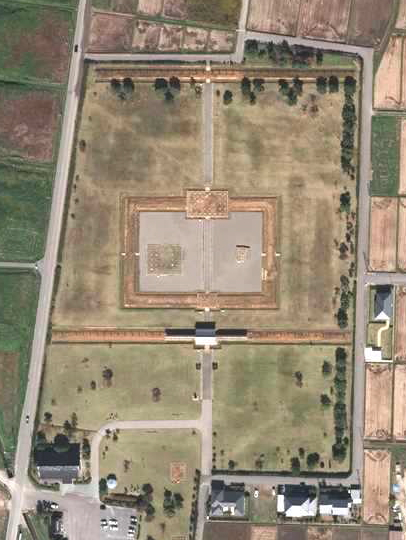
能登国分寺跡の空中写真。2014年。。

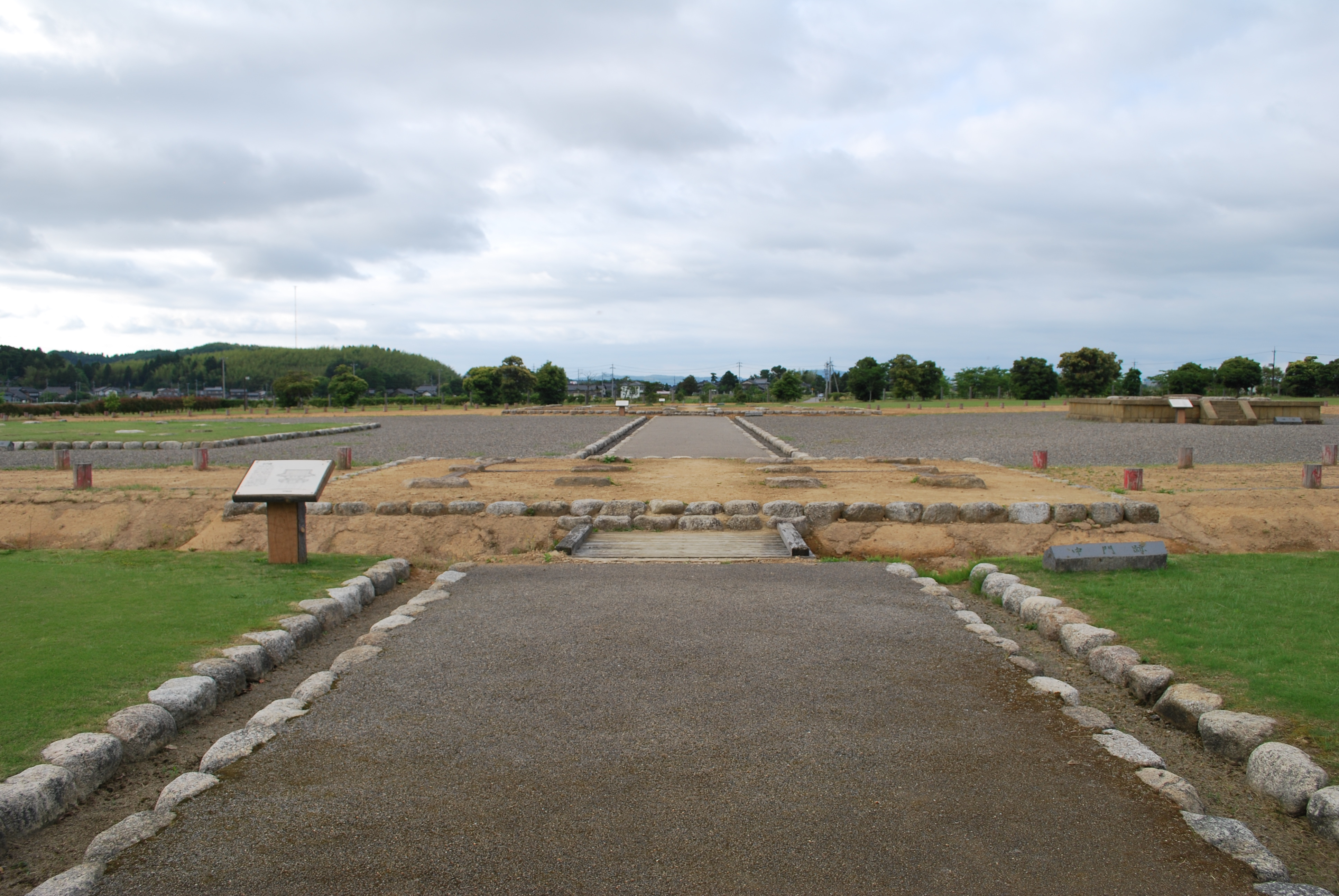
金堂跡

能登国の国分寺は定額寺の大興寺を前身とする。大興寺はこの地方を支配した能登臣（のとのおみ）の一族により、飛鳥時代末期に建てられた。
748年（天平20年）に大伴家持が能登を巡行していた当時は能登国は越中国に併合されており、この併合時代には、家持を含め国司は9人であった。
843年（承和10年）、能登国司に赴任した春枝王により、大興寺を国分寺に昇格。741年（天平13年）に聖武天皇が国分寺建立の詔を発布してから約100年経てからの建立であった。
882年（元慶6年）、雷による火災に遭い、1532年（天文元年）、畠山義総が米一石を寄進している。
「国分村」の名称の由来として江戸時代の記録には残っている。
大正時代に発掘調査が開始され、1970年（昭和45年）から本格的な調査が行われた。
1974年（昭和49年）に寺域南方の建物群跡を含め「能登国分寺跡 附建物群跡」として国の史跡に指定された。寺跡は史跡公園として整備され、1992年（平成4年）に能登国分寺公園として開園した。公園内には南門と塀の一部が復元され、中門、金堂、五重塔、講堂、回廊などの跡が表示されている。また、出土品や復元模型などを展示する能登国分寺展示館がある。

## 交通アクセス
- 七尾駅（JR西日本）より車で約7分。
- 七尾駅前または羽咋駅前から北鉄能登バス羽七東線で「南ケ丘住宅前」下車すぐ。
- まりん号東回りで「能登国分寺公園」下車すぐ。
- 能越自動車道七尾ICよりすぐ。